# Russisk mandstro
Russisk mandstro (Eryngium planum) er en opret til overhængende staude med et gråblåt skær. Russisk mandstro ligner en tidsel, og bliver ofte kaldt det. 

## Beskrivelse
Stænglerne er stive og forgrener sig mange gange. Grundbladene er brede og læderagtige med savtakket rand og mørkegrøn farve. Stængelbladene er derimod smalt elliptiske med grågrøn farve og skarpe torne langs randen og i spidsen. Blomsterhovederne sidder i hvert forgreningspunkt, hvor der dannes talrige gråblå småblomster. Blomsterne ses i slutningen af juli, og de omdannes i løbet af efteråret til masser af spiredygtige frø.
Russisk mandstro danner kraftige, dybtgående pælerødder. De kan ligne tidsler (og mange mennesker tror, at de er tidsler) på grund af de stikkende blade. De hører dog hjemme i Skærmblomst-familien, mens tidslerne hører hjemme i Kurvblomst-familien, så ligheden skyldes konvergent udvikling som svar på de samme, barske forhold.
Højde x bredde og årlig tilvækst: 0,75 x 1 m (75 x 10 cm/år). Målene kan bruges til beregning af planteafstande i fx haver.

## Hjemsted
Russisk mandstro hører hjemme på de kalkrige, central- og østeuropæiske stepper, hvor de vokser i tørre, overdrevsagtige bevoksninger. Ca. 2 km ret øst for Vynohradiv (Vinogradiv) i Vinogradiv amt, Ukraine, findes en tæt afgræsset bevoksning på grusbund ned mod floden Tisza. Bevoksningen er domineret af sortpoppel og her vokser arten sammen med bl.a. almindelig brunelle, kattehale, almindelig knopurt, almindelig skovranke, valnød, blågrøn skærmaks, cypresvortemælk, engriflet hvidtjørn, gærdekartebolle, hamphjortetrøst, havemalurt, hjertebladet kongelys, hjertebladet slangerod, hvidel, korbær, langbladet mynte, liden fingeraks, lucerne, lægehundetunge, lægejernurt, lægeoksetunge, markrødtop, purpurpil, rød kornel, rødel, slåen, sommerhyld, sortpoppel, strandkrageklo og sølvpoppel